# Petra Hamman
Petra (Voigt) Hamman (ur.  1946) – urodzona w Niemczech amerykańska brydżystka, World Life Master (WBF).
Jej mężem jest Bob Hamman.

## Wyniki brydżowe

### Olimpiady
Na olimpiadach uzyskał następujące rezultaty:
| Olimpiady brydżowe. Zawody teamów | Olimpiady brydżowe. Zawody teamów | Olimpiady brydżowe. Zawody teamów    | Olimpiady brydżowe. Zawody teamów | Olimpiady brydżowe. Zawody teamów | Olimpiady brydżowe. Zawody teamów |
| Rok                               | Miejsce                           | Zawody                               | Kategoria                         | Drużyna                           | Pozycja                           |
| --------------------------------- | --------------------------------- | ------------------------------------ | --------------------------------- | --------------------------------- | --------------------------------- |
| 2000                              | Lozanna                           | 3. Mistrzostwa o Wielką Nagrodę MKOL | Kobiety                           | North America                     | 2                                 |
| 2000                              | Maastricht                        | 11. Olimpiada Brydżowa               | Kobiety                           | USA                               | 1                                 |

### Zawody światowe
W światowych zawodach zdobyła następujące lokaty:
| Mistrzostwa Świata. Konkurencja teamów | Mistrzostwa Świata. Konkurencja teamów | Mistrzostwa Świata. Konkurencja teamów          | Mistrzostwa Świata. Konkurencja teamów | Mistrzostwa Świata. Konkurencja teamów | Mistrzostwa Świata. Konkurencja teamów |
| Rok                                    | Miejsce                                | Zawody                                          | Kategoria                              | Drużyna                                | Pozycja                                |
| -------------------------------------- | -------------------------------------- | ----------------------------------------------- | -------------------------------------- | -------------------------------------- | -------------------------------------- |
| 2014                                   | Sanya                                  | 14. Seria Mistrzostw Świata                     | Miksty                                 | Milner                                 | 56                                     |
| 2012                                   | Lille                                  | 5. Otwarte Mistrzostwa Świata Teamów Mikstowych | Miksty                                 | Milner                                 | 1                                      |
| 2006                                   | Werona                                 | 12. Mistrzostwa Świata                          | Kobiety                                | Pollack                                | 17                                     |
| 2002                                   | Montreal                               | 11. Mistrzostwa Świata                          | Kobiety                                | Klar                                   | 9                                      |
| 2001                                   | Paryż                                  | 35. Mistrzostwa Świata Teamów                   | Kobiety                                | USA 2                                  | 3                                      |
| 2000                                   | Southampton                            | 34. Mistrzostwa Świata Teamów                   | Trans                                  | Converey                               | 70                                     |

| Mistrzostwa Świata. Konkurencja par | Mistrzostwa Świata. Konkurencja par | Mistrzostwa Świata. Konkurencja par | Mistrzostwa Świata. Konkurencja par | Mistrzostwa Świata. Konkurencja par | Mistrzostwa Świata. Konkurencja par |
| Rok                                 | Miejsce                             | Zawody                              | Kategoria                           | Partner                             | Pozycja                             |
| ----------------------------------- | ----------------------------------- | ----------------------------------- | ----------------------------------- | ----------------------------------- | ----------------------------------- |
| 2014                                | Sanya                               | 14. Seria Mistrzostw Świata         | Miksty                              | Hemant Lall                         | 101                                 |
| 2010                                | Filadelfia                          | 13. Mistrzostwa Świata              | Miksty                              | Hemant Lall                         | 193                                 |
| 2010                                | Filadelfia                          | 13. Mistrzostwa Świata              | Kobiety                             | Peggy Sutherlin                     | 26                                  |
| 2002                                | Montreal                            | 11. Mistrzostwa Świata              | Kobiety                             | Joan Jackson                        | 25                                  |
| 2002                                | Montreal                            | 11. Mistrzostwa Świata              | Miksty                              | Hemant Lall                         | 78                                  |
| 1998                                | Lille                               | 10. Mistrzostwa Świata              | Miksty                              | Bob Hamman                          | 186                                 |
| 1998                                | Lille                               | 10. Mistrzostwa Świata              | Kobiety                             | Peggy Sutherlin                     | 11                                  |
| 1994                                | Albuquerque                         | 9. Mistrzostwa Świata               | Kobiety                             | Joan Jackson                        | 21                                  |

## Klasyfikacja
- Petra Hamman – klasyfikacja WBF (ang.)